# Maître Bolbec et son mari
Pour plus de détails, voir Fiche technique et Distribution.
Maître Bolbec et son mari est un film français réalisé par Jacques Natanson, sorti en 1934.

## Fiche technique
- Titre : Maître Bolbec et son mari
- Autre titre : Le Club des maris délaissés
- Réalisation : Jacques Natanson
- Scénario : Georges Berr et Louis Verneuil, d'après leur pièce[1]
- Photographie : Georges Raulet et Charles Suin
- Décors : Jean d'Eaubonne
- Musique : Henri Forterre
- Société de production : Acta Films
- Pays d'origine :  France
- Durée : 80 minutes
- Date de sortie : France, 30 novembre 1934

## Distribution
- Madeleine Soria : Colette Bolbec
- Jean Debucourt : Edmond Bolbec
- Rosine Deréan : Cécile
- Lucien Baroux : Rébiscoul
- Pierre Juvenet : Kramsen
- Lilian Greuze : Magda
- Christian-Gérard : Valentin